# 22603 Davidoconnor
22603 Davidoconnor è un asteroide della fascia principale. Scoperto nel 1998, presenta un'orbita caratterizzata da un semiasse maggiore pari a 2,6672831 UA e da un'eccentricità di 0,0532483, inclinata di 4,57397° rispetto all'eclittica.